# Justice Society: World War II
Justice Society: World War II es una película de animación estadounidense de superhéroes directa a vídeo de 2021, basada en el equipo Sociedad de la Justicia, y producida por Warner Bros. Animation y DC Entertainment. Es la película número 41 de las Películas animadas originales del Universo DC, y la segunda entrega del Tomorrowverse.
La película está dirigida por Jeff Wamester y protagonizada por las voces de Stana Katic, Matt Bomer, Elysia Rotaru, Chris Diamantopoulos, Omid Abtahi, Matthew Mercer, Armen Taylor y Liam McIntyre. Cuenta una historia original en la que Flash acaba retrocediendo en el tiempo hasta la Segunda Guerra Mundial, donde conoce a la Sociedad de la Justicia.

## Argumento
En Tierra-2, con la Alemania nazi invadiendo la mayor parte de Europa y Adolf Hitler buscando artefactos mágicos, el coronel Steve Trevor pide al presidente Franklin D. Roosevelt que involucre a los Estados Unidos creando un equipo de superhumanos. La Sociedad de la Justicia de América está formada por Trevor, Canario Negro, el Hombre Halcón, Hourman, Jay Garrick/Flash y liderada por Mujer Maravilla.
En Tierra-1, Barry Allen e Iris West hacen un pícnic en Metrópolis, esperando alejarse del "trabajo". Sin embargo, sus planes se ven interrumpidos por la lucha de Superman contra Brainiac, y Allen acude en ayuda de Superman como Flash. Cuando Brainiac dispara una bala de kriptonita, Flash intenta atraparla, pero corre lo suficientemente rápido como para canalizar la Fuerza de la Velocidad por primera vez. Guiado por la voz del Doctor Destino, Allen llega a lo que cree que es el pasado durante una batalla entre la SJA y los nazis. A pesar de la confusión inicial sobre su lealtad, la SJA se da cuenta de que Allen es un aliado después de derrotar a los nazis y salvar a Trevor, y que aparentemente viene del futuro. Mientras el equipo se moviliza para detener una segunda oleada de nazis, Allen lleva a Trevor de vuelta a la base, donde se entera de la existencia de la SJA, de la que nunca había oído hablar.
Después de conocer a "Shakespeare", el corresponsal de guerra de la SJA, y de que Trevor intente proponerle matrimonio a Mujer Maravilla, la JSA se reúne para su próxima misión. A pesar del riesgo de provocar una paradoja temporal, los héroes se dan cuenta de que necesitan la ayuda de Allen para salvar a un rompecódigos de una fortaleza nazi que puede descifrar un mensaje que Trevor robó.
Al llegar a la fortaleza, los héroes y "Shakespeare" irrumpen, derrotan a los guardias y descubren a varios prisioneros en las mazmorras. "Shakespeare" rescata a un prisionero que dice que alguien le avisó de la llegada de "Shakespeare" y le implora que impida que ocurra algo. Un guardia ataca a "Shakespeare", sólo para que las balas reboten en él. Cuando Mujer Maravilla, Allen y Trevor llegan, "Shakespeare" se identifica como Clark Kent. Sin embargo, cuando revela un trasfondo diferente del Kent que conoce, Allen se da cuenta de que en realidad está en una realidad paralela. El resto del equipo encuentra al descifrador del código, al que el Hombre Halcón reconoce como el Doctor Destino. Rompiendo el código con sus poderes, Fate dirige al equipo al Triángulo de las Bermudas antes de desaparecer.
Al llegar al Triángulo en un submarino, el equipo es detectado por buques de guerra nazis. Después de que las cargas de profundidad inutilicen los motores, los Flashes arrancan el submarino mientras Mujer Maravilla se dirige a destruir las naves enemigas. Los héroes son salvados por soldados atlantes, que los dirigen a un puesto de avanzada cercano. Al ser recibidos por el Consejero, el equipo se encuentra con Aquaman, que los apresa. Se revela que Aquaman está siendo controlado por el Consejero, que está influenciando a los atlantes para que trabajen con los nazis con la esperanza de destruirlos más tarde para poder apoderarse del planeta. Después de que los Flashes se den cuenta de que se están debilitando mientras están juntos, unen sus fuerzas para recuperarlas y escapar. El equipo se divide, uno se dirige a Nueva York para detener a los nazis y a los atlantes mientras Allen y Mujer Maravilla intentan impedir que Aquaman y el Consejero liberen a los monstruos de la Trinchera.
Atlantis ataca Manhattan hasta que llega la SJA. La SJA se impone hasta que llegan los monstruos de la Trinchera, que matan al Hombre Halcón y hieren a Hourman. Garrick y Canary destruyen a los monstruos mientras Mujer Maravilla y Allen llegan y luchan contra Aquaman, durante lo cual ella destruye el tridente de Aquaman y lo libera del control del Consejero. Al darse cuenta de lo que ha hecho, Aquaman se retira avergonzado. Sin embargo, el Consejero reaparece y revela que le sigue un ataque de bombarderos nazis antes de matar a Trevor. Barry noquea al Consejero antes de que Kent regrese para destruir a los bombarderos.
Al darse cuenta de que debe volver a su Tierra, Allen se despide de la SJA y Mujer Maravilla le entrega el anillo que Trevor le dio, advirtiéndole de que está perdiendo oportunidades con sus seres queridos. Allen y Garrick utilizan su velocidad combinada para que el primero regrese al momento en que interceptó la bala de kriptonita. Tras destruir a Brainiac con ella, Allen sugiere formar un equipo a Superman antes de volver con Iris y proponerle matrimonio, lo que ella acepta.

## Reparto
- Stana Katic como Mujer Maravilla
- Matt Bomer como Barry Allen/Flash
- Omid Abtahi como Hombre Halcón
- Darren Criss como Superman, Superman/Clark Kent/"Shakespeare"
- Chris Diamantopoulos como Steve Trevor
- Matthew Mercer como Hourman
- Elysia Rotaru como Dinah Lance/Canario Negro
- Armen Taylor como Jay Garrick/Flash
- Liam McIntyre como Aquaman
- Keith Ferguson como Doctor Destino
- Geoffrey Arend como Consejero
- Darin De Paul como Franklin D. Roosevelt (acreditado), Brainiac (sin acreditar)
- Ashleigh LaThrop como Iris West

## Producción
La película se anunció oficialmente el 23 de agosto de 2020, durante el panel de Superman: Man of Tomorrow en el DC FanDome. Algunos de los conceptos de la historia y la ambientación se originaron en una serie de animación de Mujer Maravilla desarrollada por el productor Butch Lukic, que posteriormente los incorporaría a la película.